# Aterizare

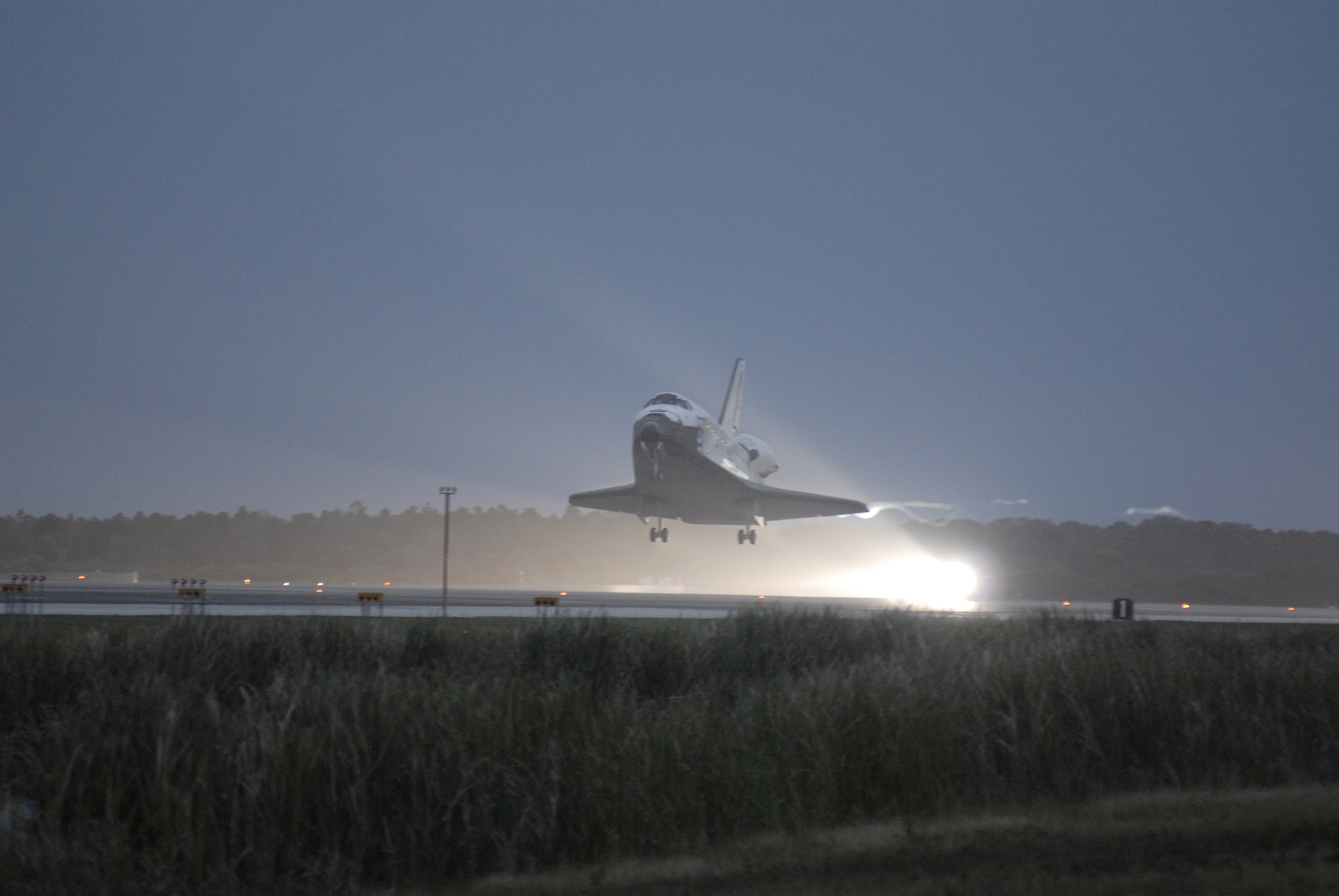
Aterizarea navetei spațiale americane STS-116.

Aterizarea reprezintă evoluția unei aeronave (sau a unui alt vehicul spațial) în vederea revenirii la suprafața Pământului.
Dacă ne referim la suprafața unei mări, termenul este amerizare.
Aterizarea se compune din următoarele manevre:coborârea, planarea, redresarea, luarea contactului cu solul și rularea pe acesta până la oprirea aparatului de zbor.
De regulă, aterizarea aeronavelor se face cu vântul în față.
Elicopterele și avioanele cu decolare și aterizare pe verticală utilizează aterizarea pe verticală, care începe în momentul reducerii turației motorului (motoarelor) pentru diminuarea înălțimii până la intrarea în contact cu platforma de aterizare.

## Alte obiecte cerești
În cazul unei alte planete, cum ar fi Luna sau Marte, termenul corespunzător este „aselenizare”, respectiv „amartizare”.
Prin generalizare, aterizarea este coborârea unui vehicul spațial pe suprafața solidă a unui corp ceresc (planetă, meteorit, satelit etc).

## Stadiul de aterizare
Stadiul de aterizare al aeronavei începe la o înălțime de 25 m deasupra nivelului de prag al pistei (în cazul unei curse standard de cursă) și se termină cu o rulare pe pistă până când aeronava se oprește complet. Pentru aeronavele ușoare, faza de aterizare poate începe la o înălțime de 9 m. Aterizarea este cea mai dificilă etapă a zborului, deoarece odată cu scăderea altitudinii, se reduce posibilitatea de a corecta erorile pilot sau automate ale sistemului.
Aterizarea aeriană durează aproximativ 6-10 secunde și include:
- aliniere — o parte a aterizării, în timpul căreia viteza verticală de declin pe calea de alunecare este practic redusă la zero; începe la o altitudine de 8-10 m și se termină cu o trecere la un stand la o altitudine de 0,5-1 m.
- asezonare — o parte a aterizării, în timpul căreia reducerea continuă a aparatului continuă cu o scădere simultană a vitezei și o creștere a unghiului de atac față de valorile la care este posibilă debarcarea și rularea.
- parașutism — o parte a aterizării, care începe cu o scădere a ascensiunii aripii și se caracterizează printr-o creștere a vitezei verticale; Cu toate acestea, datorită înălțimii mici a contactului cu aeronava, viteza verticală este nesemnificativă.
- aterizare — contactul aeronavei cu suprafața pământului; avioanele cu postură de arc efectuează aterizarea pe rack-urile principale, cu coada - pe toate rafturile de aterizare simultan (aterizare pe trei puncte); aterizare pe rafturi situate în fața centrului de masă, poate conduce la o separare repetată a aeronavei de la pistă.

Schema de aterizare

În unele cazuri, pentru a reduce distanța de aterizare, aterizarea se face fără aliniere completă.
În condiții de lungime limitată a pistei, aterizarea se efectuează cu ajutorul unor dispozitive speciale. De exemplu, atunci când aterizarea avionului de vânătoare se face pe un portavion, se utilizează aerofinisher - cabluri de frână întinse pe punte - de care avionul de vânătoare se agață cu un cârlig special și care atenuează energia cinetică a avionului care a aterizat. Este demn de remarcat faptul că în momentul atingerii punții, pilotul pornește modul de decolare în cazul agățării nereușite a cablurilor de frână cu cârligul special. La aerodromurile de la sol, pentru a reduce viteza pe anumite aeronave, se utilizează o parașută de frână.
În istorie au fost consemnate cazuri în care pilotul și-a pierdut cunoștința sau a decedat subit, iar aeronava a fost manevrată spre aterizare de unul din pasageri, asistat prin radio.

## Parașute

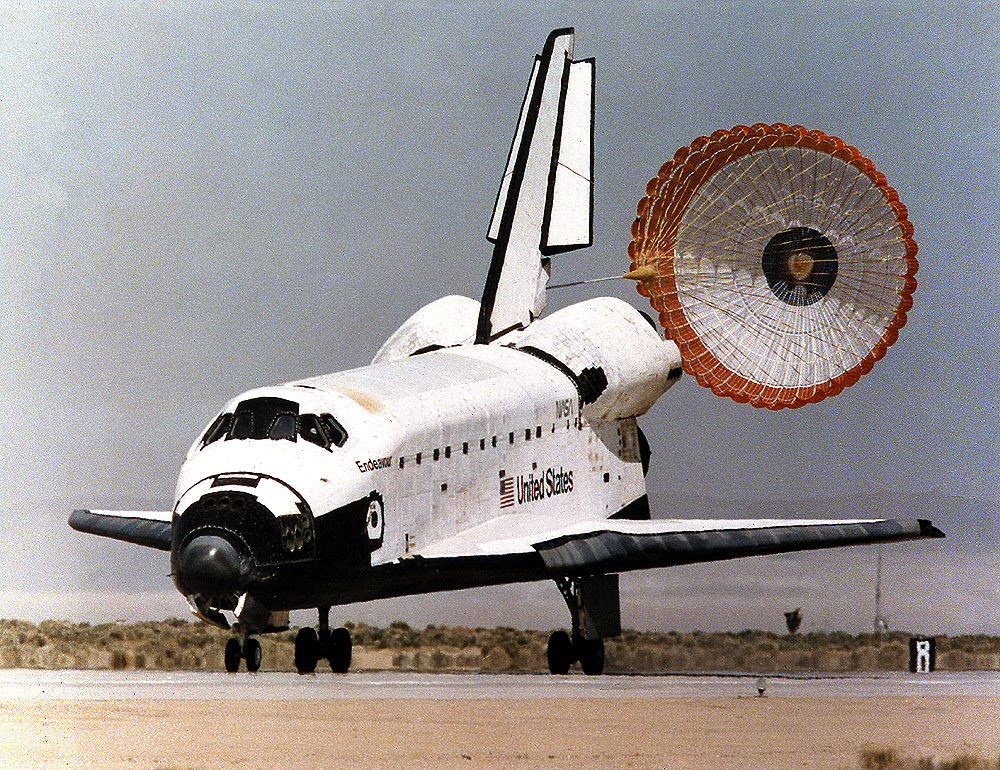
Naveta spațială Endeavour

Termenul „aterizare” se aplică și persoanelor sau obiectelor care coboară la sol folosind o parașută. Unii consideră că aceste obiecte sunt într-o coborâre controlată, în loc să zboare. Majoritatea parașutelor funcționează prin captarea aerului, determinând suficientă tracțiune prin faptul că obiectul care se încadrează atinge solul la o viteză relativ scăzută.